# Lake Louise (station de ski)
Lake Louise est une station de ski canadienne située dans le parc national de Banff, à proximité du village de Lake Louise en Alberta.

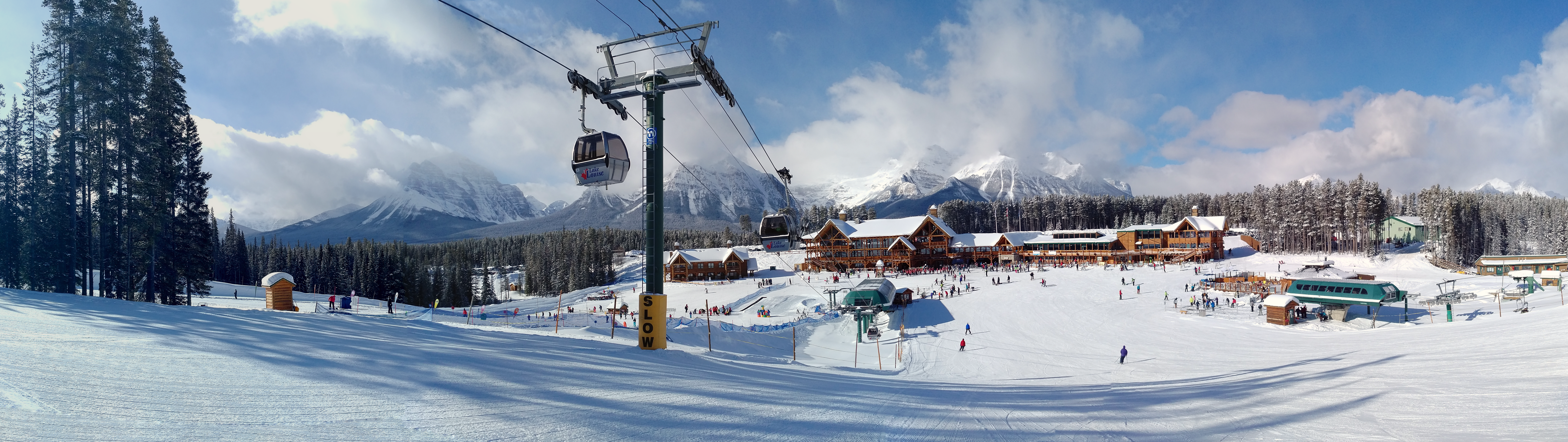
Vue du versant avant (front side) : la télécabine Grizzly Express et les auberges du centre de ski à l'arrière-plan.

Vue sur les pistes et les montagnes depuis la station de ski Lake Louise, Alberta, mars 2018.